# Deflagrace

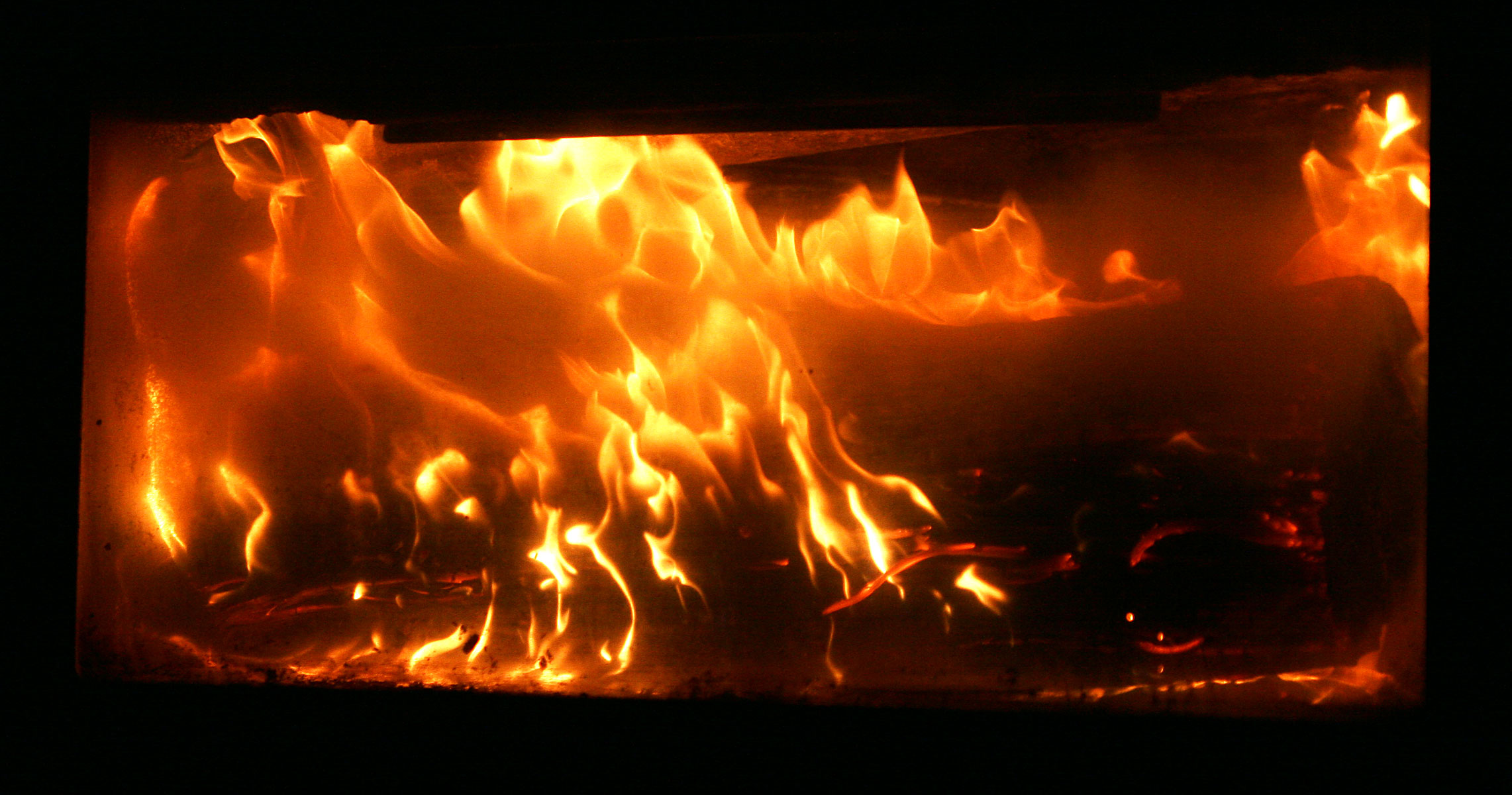
Poleno v ohništi

Deflagrace (lat. de + flagrare, „shořet“) je technický termín popisující podzvukové spalování, které se obvykle šíří tepelnou vodivostí (horký hořící materiál ohřívá další vrstvu chladnějšího materiálu a zapaluje ho). Většina „ohňů“ v běžném životě, od plamenů po výbuchy, patří technicky mezi deflagrace. Deflagrace je odlišná od detonace, což je nadzvukové spalování šířící se rázovou vlnou. Deflagrace může za určitých okolností přejít v detonaci.